# Campionato mondiale universitario di pallamano 2008

Il 19º Campionato mondiale universitario di pallamano si è svolto dal 5 luglio al 13 luglio 2008.
Sede della partecipazione per la prima volta fu l'Italia e in particolare le città Jesolo, Oderzo, Meolo. Presero parte 16 squadre nazionali maschili e 14 nazionali femminili.

## Stadi
| Città  | Stadio                 | Capienza |
| ------ | ---------------------- | -------- |
| Jesolo | PalaTurismo            | 4.000    |
| Oderzo | PalaMasotti            | 1.500    |
| Meolo  | Palazzetto dello Sport | 1.000    |

## Squadre partecipanti

### Maschili
| - Australia - Austria - Azerbaigian - Bielorussia - Cipro - Georgia - Italia - Giappone | - Lettonia - Messico - Polonia - Rep. Ceca - Russia - Serbia - Turchia - Ungheria |

### Femminili
| - Azerbaigian - Bielorussia - Brasile - Cina - Italia - Giappone - Lettonia | - Polonia - Rep. Ceca - Romania - Russia - Serbia - Turchia - Ungheria |

## Campionato maschile

### Primo turno
Si qualificano le prime 2 squadre di ogni girone.

#### Gruppo A

##### Classifica gruppo A
|  | Squadra   | G | V | N | P | PT |
|  | --------- | - | - | - | - | -- |
|  | Italia    | 3 | 2 | 1 | 0 | 7  |
|  | Austria   | 3 | 1 | 2 | 0 | 5  |
|  | Rep. Ceca | 3 | 1 | 1 | 1 | 4  |
|  | Australia | 3 | 0 | 0 | 3 | 0  |

#### Gruppo B

##### Classifica gruppo B
|  | Squadra     | G | V | N | P | PT |
|  | ----------- | - | - | - | - | -- |
|  | Polonia     | 3 | 3 | 0 | 0 | 9  |
|  | Bielorussia | 3 | 1 | 0 | 2 | 3  |
|  | Ungheria    | 3 | 1 | 0 | 2 | 3  |
|  | Cipro       | 3 | 1 | 0 | 2 | 3  |

#### Gruppo C

##### Classifica gruppo C
|  | Squadra     | G | V | N | P | PT |
|  | ----------- | - | - | - | - | -- |
|  | Serbia      | 3 | 2 | 1 | 0 | 7  |
|  | Georgia     | 3 | 2 | 0 | 1 | 6  |
|  | Giappone    | 3 | 1 | 1 | 0 | 4  |
|  | Azerbaigian | 3 | 0 | 0 | 3 | 0  |

#### Gruppo D

##### Classifica gruppo D
|  | Squadra  | G | V | N | P | PT |
|  | -------- | - | - | - | - | -- |
|  | Turchia  | 3 | 3 | 0 | 0 | 9  |
|  | Russia   | 3 | 1 | 1 | 0 | 4  |
|  | Lettonia | 3 | 1 | 1 | 0 | 4  |
|  | Messico  | 3 | 0 | 0 | 3 | 0  |

### Quarti di Finale
| Jesolo 10 luglio 2008, ore 15:00 | Serbia | 27 – 28 | Russia | PalaTurismo |

| Jesolo 10 luglio 2008, ore 17:00 | Turchia | 33 – 30 | Georgia | PalaTurismo |

| Jesolo 10 luglio 2008, ore 19:00 | Italia | 24 – 36 | Bielorussia | PalaTurismo |

| Jesolo 10 luglio 2008, ore 21:00 | Polonia | 27 – 29 | Austria | PalaTurismo |

### Semifinali
| Jesolo 12 luglio 2008, ore 19:00 | Bielorussia | 41 – 40 | Turchia | PalaTurismo |

| Jesolo 12 luglio 2008, ore 21:00 | Austria | 25 – 34 | Russia | PalaTurismo |

### Finali
| Jesolo 13 luglio 2008, ore 17:00 | Bielorussia | 17 – 33 | Russia | PalaTurismo |

## Campionato femminile

### Primo turno
Si qualificano le prime 2 squadre di ogni girone.

#### Gruppo A

##### Classifica gruppo A
|  | Squadra     | G | V | N | P | PT |
|  | ----------- | - | - | - | - | -- |
|  | Russia      | 3 | 3 | 0 | 0 | 9  |
|  | Azerbaigian | 3 | 2 | 0 | 1 | 6  |
|  | Cina        | 3 | 1 | 0 | 2 | 3  |
|  | Italia      | 3 | 0 | 0 | 3 | 0  |

#### Gruppo B

##### Classifica gruppo B
|  | Squadra | G | V | N | P | PT |
|  | ------- | - | - | - | - | -- |
|  | Romania | 2 | 2 | 0 | 0 | 6  |
|  | Serbia  | 2 | 1 | 1 | 0 | 3  |
|  | Polonia | 2 | 0 | 0 | 2 | 0  |

#### Gruppo C

##### Classifica gruppo C
|  | Squadra     | G | V | N | P | PT |
|  | ----------- | - | - | - | - | -- |
|  | Ungheria    | 3 | 3 | 0 | 0 | 9  |
|  | Brasile     | 3 | 1 | 1 | 1 | 4  |
|  | Giappone    | 3 | 0 | 2 | 1 | 2  |
|  | Bielorussia | 3 | 0 | 1 | 3 | 1  |

#### Gruppo D

##### Classifica gruppo D
|  | Squadra   | G | V | N | P | PT |
|  | --------- | - | - | - | - | -- |
|  | Turchia   | 2 | 2 | 0 | 0 | 6  |
|  | Rep. Ceca | 2 | 0 | 1 | 1 | 3  |
|  | Lettonia  | 2 | 0 | 0 | 2 | 0  |

### Quarti di Finale
| Oderzo 9 luglio 2008, ore 15:00 | Ungheria | 27 – 20 | Rep. Ceca |  |

| Oderzo 9 luglio 2008, ore 17:00 | Turchia | 36 – 34 | Brasile |  |

| Oderzo 10 luglio 2008, ore 15:00 | Russia | 31 – 34 | Serbia |  |

| Oderzo 10 luglio 2008, ore 17:00 | Romania | 36 – 26 | Azerbaigian |  |

### Semifinali
| Jesolo 12 luglio 2008, ore 15:00 | Serbia | 29 – 40 | Turchia | PalaTurismo |

| Jesolo 12 luglio 2008, ore 17:00 | Romania | 30 – 32 | Ungheria | PalaTurismo |

### Finali
| Jesolo 13 luglio 2008, ore 15:00 | Turchia | 27 – 26 | Ungheria | PalaTurismo |